# Нагнибеда, Василий Яковлевич
Василий Яковлевич Нагнибеда (24 апреля 1878, Переяслав, Полтавская губерния — 1961, Москва) — экономист и статистик, профессор на кафедре теории и техники статистики Томского государственного университета; с 1928 года состоял профессором кафедры статистики и экономической географии Сибирского института сельского хозяйства и лесоводства в Омске.

## Биография
Василий Нагнибеда родился 12 (24) апреля 1878 года в Переяславе в семье потомственных дворян: его отец, Яков Прокофьевич, на момент рождения сына, имел чин коллежского асессора; матерью будущего профессора была Мария Андреевна Нагнибеда. В 1894 году Василий окончил Переяславское духовное училище и поступил в Полтавскую духовную семинарию, обучение в которой он завершил в 1900. В том же году он поступил на юридический факультет Юрьевского университета, в котором проучился два с половиной года. В 1903 году он начал работать статистиком в ряде земских и общественных организациях региона. В 1906 году Нагнибеда переехал в Сибирь, где в период с 1908 по 1910 год продолжил получать высшее образование на юридическом факультете Томского университета — в итоге он прослушал полный курс юридических наук. Во время Первой мировой войны, в 1917 году, он сдал государственные экзамены и ему был выдан диплом об окончании университета.
В период с 1910 по 1911 год Василий Нагнибеда являлся заведующим статистической партией Томского переселенческого района. Вместе со своими коллегами по партии — статистиками А. Г. Троицким, Н. Н. Вяткиным, И. А. Пасынковым и будущим академиком АН СССР Иосифом Трахтенбергом — Нагнибеда проделал путь в неполные тридцать тысяч километров, передвигаясь преимущественно по сибирским рекам. Целью путешествия было исследование экономического положения крестьян в Нарымском крае; собранные «уникальные» материалы были изданы только в 1927 году.
Во время первой в Российской империи сельскохозяйственной переписи, проходившей в 1916 году, Нагнибеда проводил подсчёты экономической активности по уездам, волостям и природным зонам, входившим в состав Томской губернии — что позволило осенить «хозяйственной облик» ее отдельных районов. В 1917 году он руководил проведением Всероссийской сельскохозяйственной переписи по Томской губернии. Одновременно Нагнибеда являлся участником двух областных съездов: на Первом съезде, проходившем в октябре 1917 года, его избрали членом Областного совета; после Второго съезда, прошедшего в декабре, он вошел в состав финансово-экономического отдела при Временном Сибирском областном совете. Впоследствии он стал членом Сибирской областной думы, в рамках которой занял пост председателя аграрной комиссии.
В годы Гражданской войны, после падения советской власти в Сибири летом 1918 года, Василий Нагнибеда был кооптирован в состав городских депутатов (гласных) Томска — от партии народных социалистов. В 1919 году он принимал участие в организации в Томске Института исследования Сибири: избрался в бюро съезда и выступил с докладом на тему «Об организации отдела статистики при Институте исследования Сибири». После этого он являлся заведующим статистическими ведомствами при Сибирском революционном комитете и руководил несколькими переписями, проводившимися в Сибирском крае. В 1920 году стал заведующим Томским губернским статистическим бюро; кроме того он занимал пост заместителя управляющего Сибирским статистическим управлением.
В 1919 году Василий Нагнибеда занял пост приват-доцента Томского университета; с августа 1920 по 26 июля 1922 года он являлся профессором и заведующий кафедрой теории и техники статистики, относившейся к факультету общественных наук (ФОН). Он также преподавал на кафедре экономической статистики (по совместительству). Читал студентам два курса: «Хозяйственная статистика» и «Статистика». В июне 1927 году он участвовал в работе статистической конференции, проходившей в Новосибирске.
В 1928 году Нагнибеда переехал в Омске, где занял позицию профессору на кафедре статистики и экономической географии Сибирского института сельского хозяйства и лесоводства. Также являлся преподавателем Омского института зернового хозяйства. После этого он переехал в Новосибирске, где начал работать в Научно-исследовательском институте реконструкции сельского хозяйства: в рамках нового института он продолжал занимался разработкой теоретических вопросов организации статистических исследований. Начиная с конца 1930-х годов он проживал в Москве, где и скончался в 1961 году.

## Работы
Василий Нагнибеда является автором целого рядя работ, посвященных статистическому изучению Томской губернии: в особенности, её переселенческого населения и сельскохозяйственного сектора экономики:
- Экономическое положение переселенцев. Томск, 1913. Т. 1-2;
- Неприписанные переселенцы: «самовольцы». СПб., 1911;
- Программа и техника регистрации беженцев в Томске. Томск, 1915;
- Томская губерния: Статистический очерк. Томск, 1917;
  - Томская губерния: Статистический очерк. 2-е доп. изд. Томск, 1920. Вып. 1;
- Схема организации земской статистики Сибири: Доклад Общесибирскому областному съезду. Томск, 1917;
- Организация Всероссийской переписи 1917 г. в алтайско-томской части Сибири. Томск, 1920;
- Продукция Томской губернии за 1923 г. Томск, 1924;
- Сельское хозяйство Томской губернии Томск, 1924;
- Экономический обзор Томской губернии Томск, 1924;
- Томский округ: Экономический очерк. Томск, 1925;
- Научное и общественное значение переписей // Красное знамя (Томск). 1925. 11, 17 декабря;
- Нарымский край. Томск, 1927;
- Экономическое положение Причулымского края. Томск, 1927.

## Семья
Василий Нагнибеда был женат на Августе Ивановне (в девичестве — Прасолова, 1882 — после 1966) — дочери учителя.

## Архивные источники
- Государственный архив Томской области (ГАТО). Ф. 102. Оп. 4. Д. 1681;
- ГАТО. Ф. Р-815. Оп. 1. Д. 81, 116;
- ГАТО. Ф. Р-1665. Оп. 1. Д. 5.